# Ribeira de Santo Estêvão
A Ribeira de Santo Estêvão, Rio Almansor ou Ribeira de Canha, além do estatuto conferido pelo Plano Director Municipal de Benavente como Área de Conservação da Natureza, consta do inventário de Sítios de Interesse Ornitológico do Instituto de Conservação da Natureza e da Biodiversidade. É uma zona húmida abrangendo todo o vale da ribeira, incluindo a Várzea de Samora Correia, no vale entre a Ribeira de Canha e Samora Correia. A Ribeira de Santo Estêvão é ameaçada pelo enxugo e drenagem da área, pela intensificação das práticas agrícolas com consequente aumento dos níveis de poluentes (fertilizantes e pesticidas).

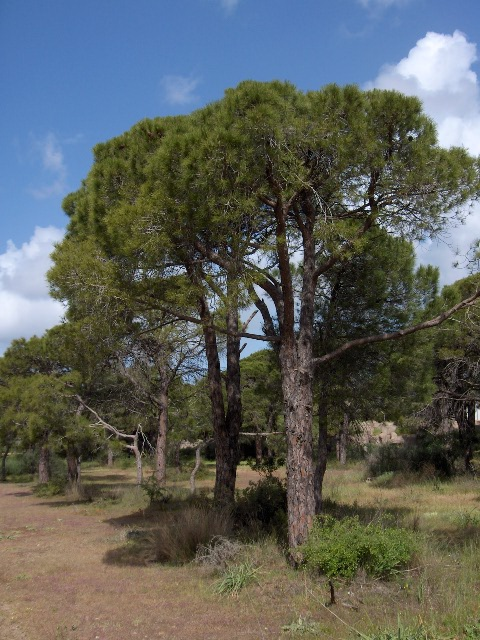
Pinheiro Manso

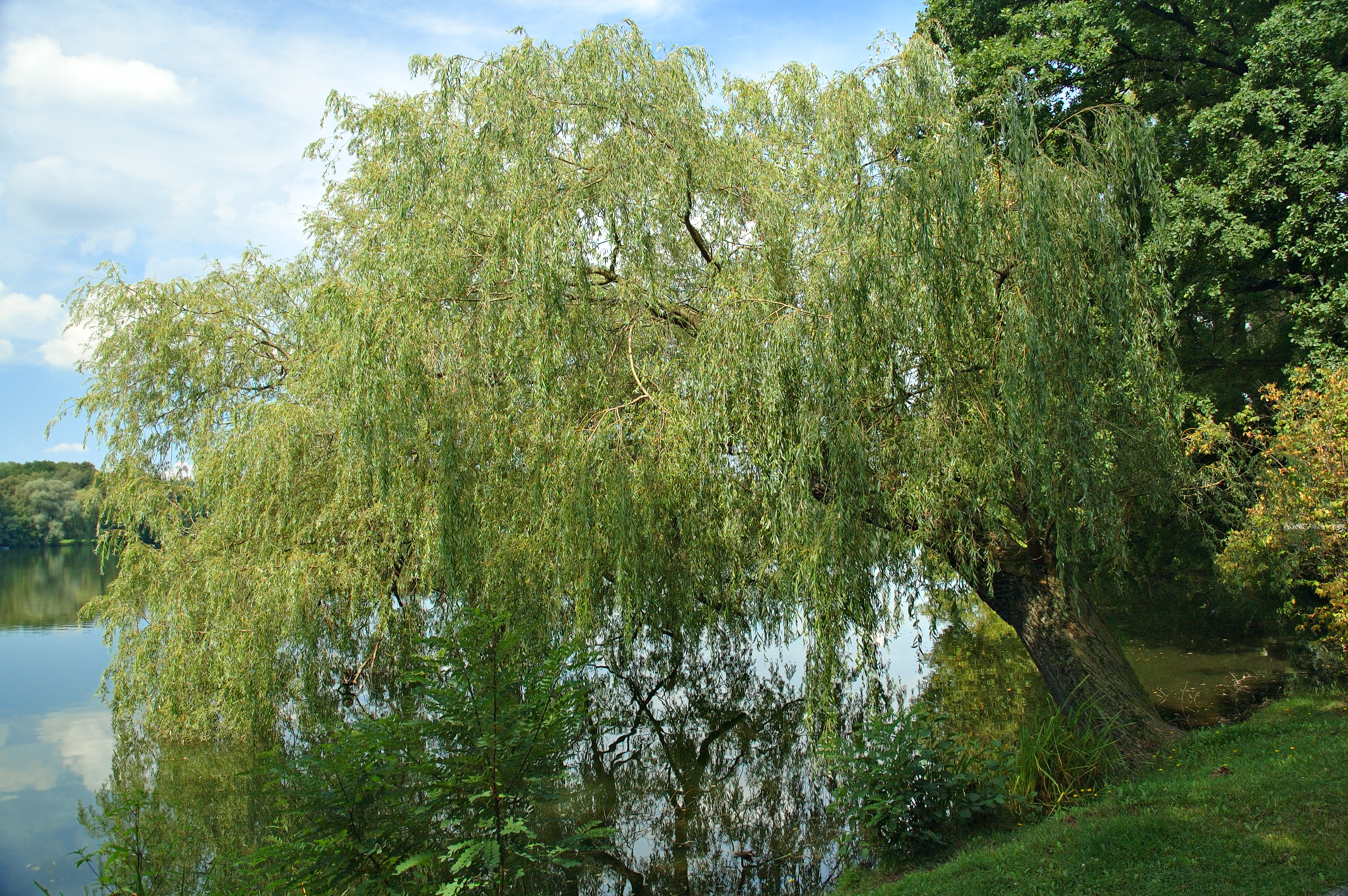
Salgueiro

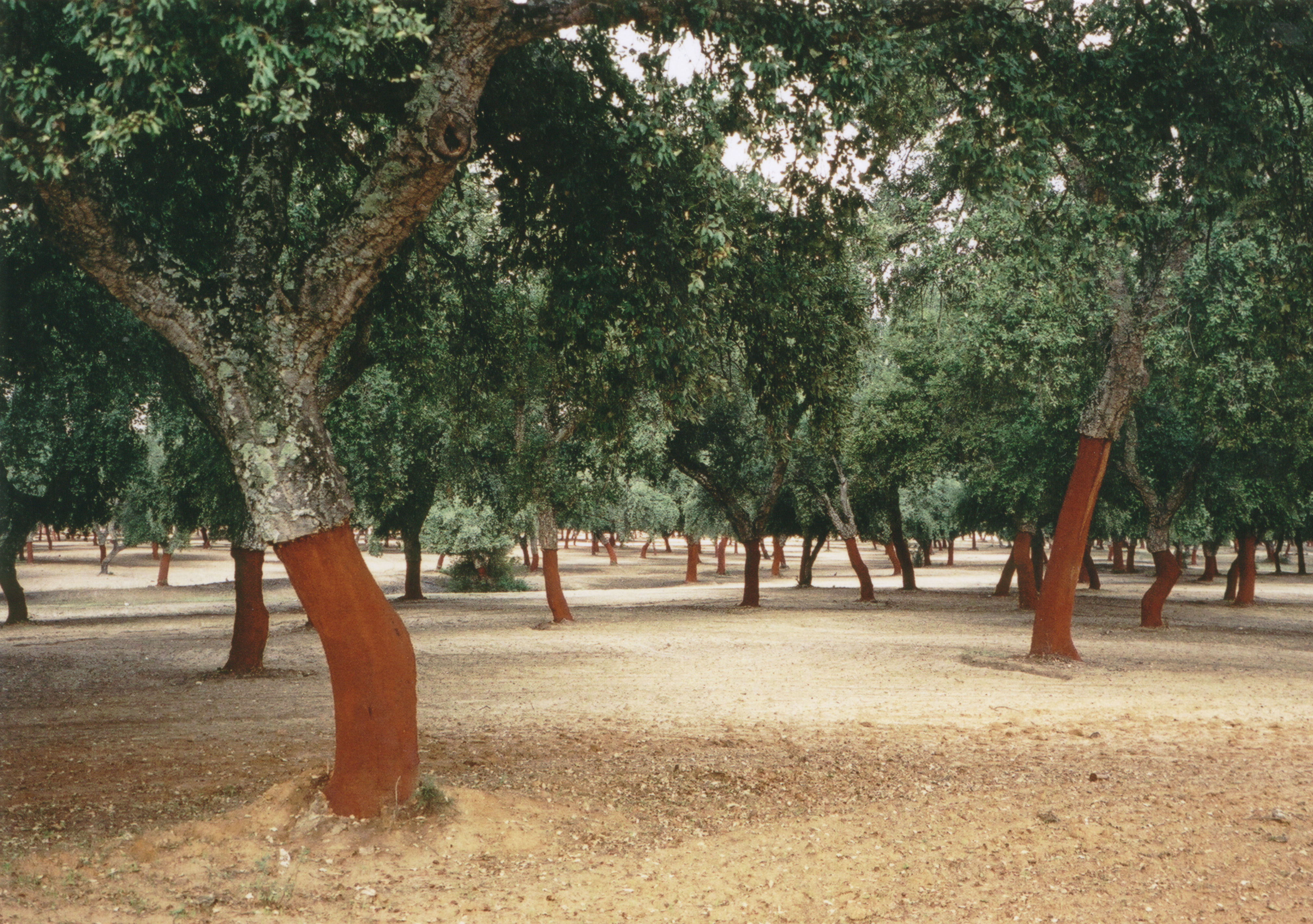
Sobreiros

## Caracterização
É composto por montados de sobreiro (Quercus suber) , azinheira  associado a pinheiro manso (Pinus pinea). O salgueiro (Salix sp.) existe também, normalmente rodeando de pequenas manchas de paul. A área foi enriquecida há poucos anos com a proximidade da albufeira entre os Montes dos Condes e dos Concelhos e beneficia ainda da proximidade da Zona de Protecção Especial da Reserva Natural do Estuário do Tejo e da ocorrência de algumas espécies migratórias aí observadas.

### Fauna

#### Aves
Assinala-se a ocorrência do sisão (Tetrax tetrax), grandes concentrações de cegonha-branca (Ciconia ciconia) e de maçarico-de-bico-direito (Limosa limosa).
Ainda se destaca:
- guarda-rios-comum (Alcedo atthis)
- garça-pequena (Ixobrychus minutus)
- tarambola-dourada (Pluvialis apricaria)
- chapim-de-faces-pretas (Remiz pendulinus)

#### Mamíferos
São habitantes da Ribeira de Santo Estevão a lontra (Lutra lutra) e o toirão (Mustela putorius).

## Fotografia

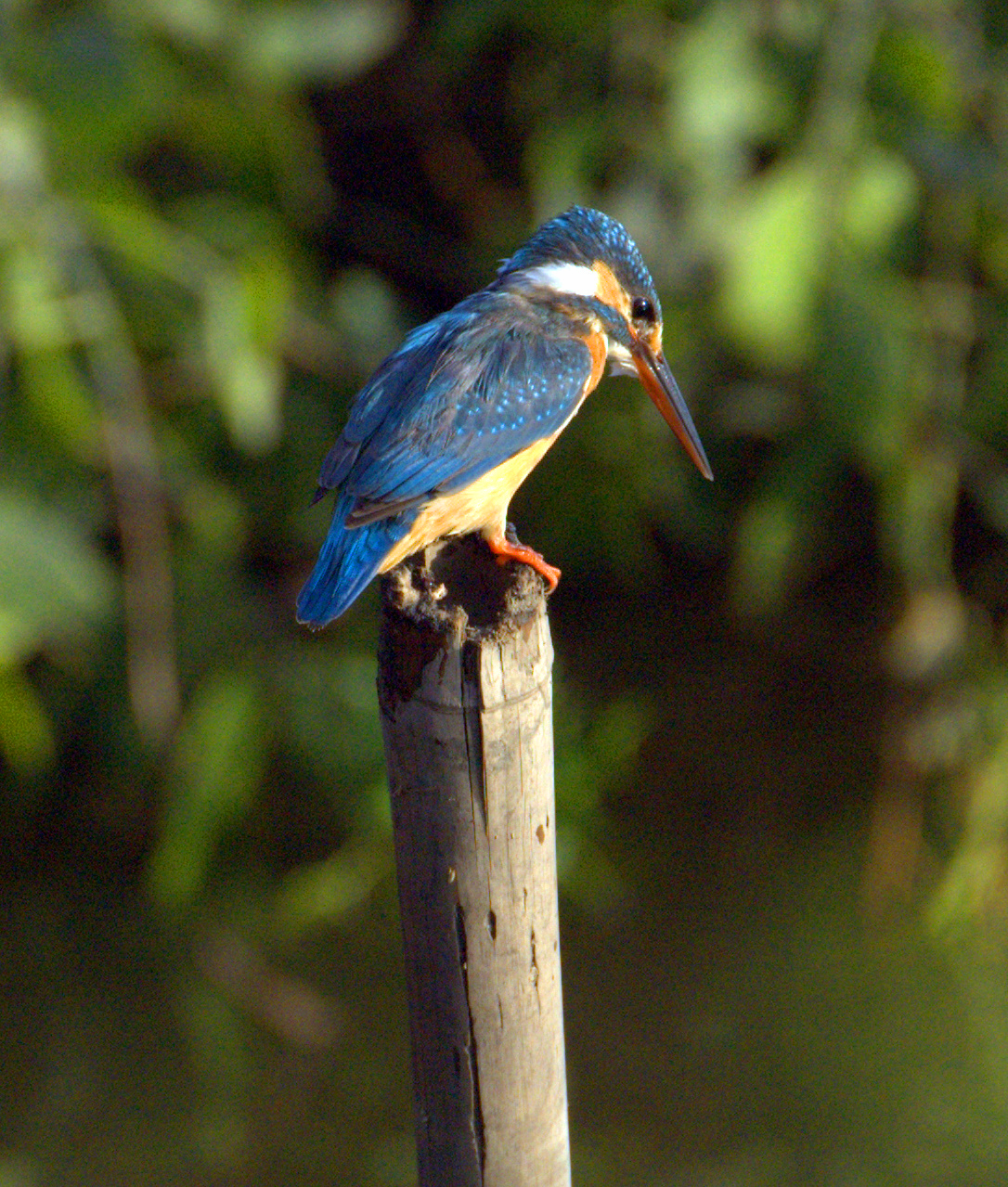
guarda-rios-comum
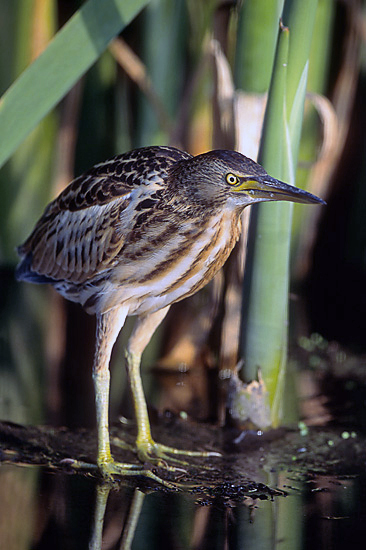
garça-pequena
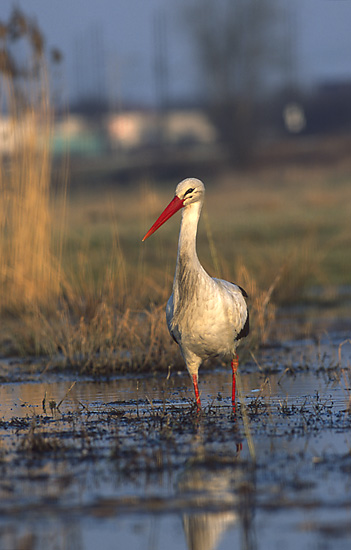
cegonha-branca
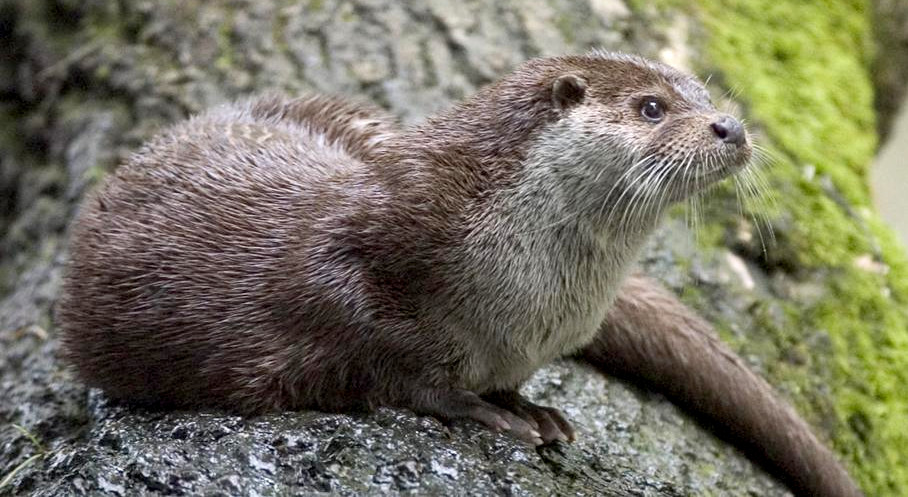
lontra